# Belmont Automobile Manufacturing Company
Belmont Automobile Manufacturing Company, zeitweise Belmont Motor Vehicle Company, war ein US-amerikanischer Hersteller von Automobilen.

## Unternehmensgeschichte
Die Belmont Automobile Manufacturing Company wurde im Mai 1909 in New Rochelle im US-Bundesstaat New York gegründet. C. Baxter Tiley von der Tilex-Pratt Company wird als eine wichtige Person genannt. Im Spätsommer zog das Unternehmen nach Castleton-on-Hudson, ebenfalls in New York, und firmierte nun als Belmont Motor Vehicle Company. Zu dieser Zeit wurde Arthur C. Cheney  Sekretär und Schatzmeister. Anfang 1910 wurde die erste Firmierung wieder eingeführt und der Sitz nach New Haven in Connecticut verlegt. Die Produktion von Automobilen lief von 1909 bis 1910. Der Markenname lautete Belmont. Im August 1910 folgte der Bankrott.
Es gab keine Verbindung zur Belmont Electric Automobile Company, die den gleichen Markennamen verwendete.

## Fahrzeuge
Im Angebot stand der Thirty, englisch für 30. Er hatte einen Vierzylindermotor mit 30 PS Leistung. Das Fahrgestell hatte 279 cm Radstand. Das Model A war ein viersitziger Tonneau und das Model B ein fünfsitziger Tourenwagen.
Pläne für ein Modell Liberty wurden nicht mehr umgesetzt.